# Ron Gant
Ronald Edwin Gant (nascido em 2 de março de 1965) é um âncora de TV americano e ex-jogador profissional de beisebol que atuou pelo Atlanta Braves (1987–1993), Cincinnati Reds (1995), St. Louis Cardinals (1996–1998), Philadelphia Phillies (1999–2000), Anaheim Angels (2000), Colorado Rockies (2001), Oakland Athletics (2001), San Diego Padres (2002) e novamente pelos Athletics em 2003. Gant é atualmente um dos apresentadores do programa matinal de notícias da WAGA-TV Good Day Atlanta.
Se juntou ao clube 30–30 (com ao menos 30 bases roubadas e ao menos 30 home runs na mesma temporada) em 1990 e 1991 com os  Braves. Ele é destro.